# Laurent Achard

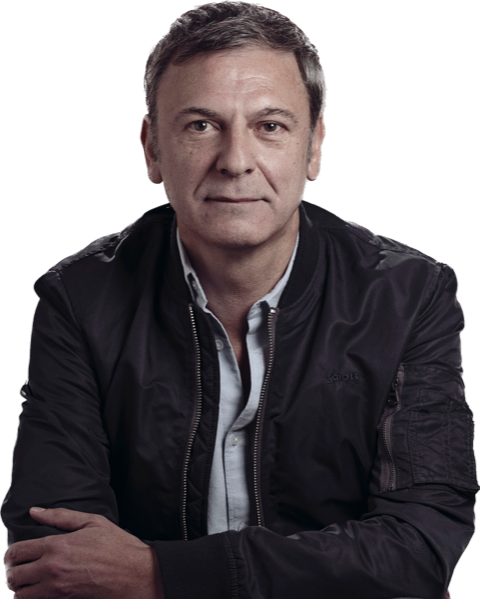
Laurent Achard, 2021

Laurent Achard (* 17. April 1964 in Tonnerre; † 25. März 2024 in Paris) war ein französischer Filmregisseur, Produzent und Drehbuchautor.

## Leben und Karriere
Der renommierte französische Filmemacher galt als Autodidakt des französischen Kinos. Er realisierte mehrere Kurzfilme, die teilweise prämiert wurden. Sein zweiter Spielfilm Le Dernier des fous kam Anfang 2007 in die Kinos und beruht auf einer Verfilmung von Timothy Findleys Buch The Last of the Crazy People.

## Filmografie
- 1998: Geheimnisse am Fluss (Plus qu'hier, moins que demain)
- 2004: Fährte der Angst (La peur, petit chasseur) (Kurzfilm)
- 2007: Le Dernier des fous